# Coves de Bètharram
Les coves de Bètharram són un conjunt de coves situades a la frontera entre els territoris històrics del Bearn i la Bigorra (els actuals departaments francesos dels Pirineus Atlàntics i dels Alts Pirineus respectivament). El seu recorregut s'estén per les comunes d'Asson i l'Estela e Bètharram (Pirineus Atlàntics) i per Sent Pèr de Bigòrra (Alts Pirineus).

## Descripció
Un recorregut subterrani de 2,8 km permet la visita dels tres pisos de galeries excavades per un riu a la muntanya calcària. La part superior, la més gran, formada per grans sales que comuniquen entre elles, és especialment interessant pels seus sostres esponjosos, alguns de gran importància. L'antic llit del riu és una esquerda estreta i profunda en la qual hi ha fenòmens interessants d'erosió. El pis inferior correspon al nivell actual del riu, per on s'hi circula en vaixell en un moment de la visita. Un túnel artificial de 400 m de llarg porta els visitants de tornada a l'aire lliure. El riu flueix a l'exterior cap al Gave de Pau.

## Història
Descobertes el 1810, van ser unes de les primeres coves obertes al públic. A partir de 1880, els anglesos que vivien a Pau van venir a aventurar-s'hi gràcies a l'ajuda del moliner Lasbats de L'Estela e Bètharram. El 1903, després d'uns quants anys de feina, Léon Ross, un pintor i un dels primers fotògrafs dels Pirineus, les va obrir al gran públic. Les coves de Bètharram tenen electricitat instal·lada des de la seva obertura al gran públic; en el seu moment aquesta inversió va afavorir la població del lloc amb l'arribada de la llum elèctrica.